# Luis Pedro Santamarina
Santamarina  Antonana est un nom espagnol. Le premier nom de famille, en général paternel, est Santamarina ; le second, en général maternel, souvent omis, est Antonana.
Luis Pedro Santamarina Antonana, né le 25 juin 1942 à Abanto-Zierbena en Biscaye et mort le 6 février 2017 à Portugalete,, est un coureur cycliste espagnol. Professionnel de 1966 à 1972, il a notamment été champion d'Espagne sur route en 1967 et a remporté le Tour du Pays basque et le Tour d'Aragon en 1970, deux étapes du Tour d'Espagne (1968 et 1970) et une étape du Tour d'Italie (1968).

## Palmarès
- 1964
  -  Médaillé d'argent du championnat du monde du contre-la-montre par équipes amateurs
- 1965
  -  Champion d'Espagne sur route indépendants
  - 5e et 12e étapes de la Milk Race
- 1966
  - 4e étape du Tour d'Andalousie
  - 3e du Trofeo del Sprint
- 1967
  -  Champion d'Espagne sur route
  - GP Vizcaya
  - 2e du Tour des vallées minières
  - 3e du Tour de Suisse
- 1968
  - 16e étape du Tour d'Espagne
  - 20e étape du Tour d'Italie
  - 2e de la Semaine catalane
  - 3e du GP Vizcaya
- 1969
  - 3e du championnat d'Espagne des régions
- 1970
  - Classement général du Tour du Pays basque
  - 5e étape du Tour d'Espagne
  - Tour d'Aragon :
    - Classement général
    - 4ea étape
- 1971
  - 3eb étape du Tour de La Rioja (contre-la-montre par équipes)
  - 2e du Tour des Asturies
- 1972
  - Tour des vallées minières :
    - Classement général
    - 1re étape

  - 1re étape des Trois Jours de Leganés
  - 2eb étape du Tour de La Rioja (contre-la-montre par équipes)
  - 2e du Tour des Asturies
  - 2e du Tour de La Rioja

## Résultats sur les grands tours

### Tour de France
4 participations
- 1966 : 29e
- 1967 : 49e
- 1969 : abandon (17e étape)
- 1971 : 24e

### Tour d'Espagne
6 participations
- 1966 : 23e
- 1968 : 28e, vainqueur de la 16e étape
- 1969 : 22e
- 1970 : 9e, vainqueur de la 5e étape
- 1971 : 50e
- 1972 : 27e

### Tour d'Italie
1 participation
- 1968 : 16e, vainqueur de la 20e étape